# Brouwerij Van Steenberge
Brouwerij Van Steenberge, ook bekend als Brouwerij Bios of Schelfaut, is een Belgische brouwerij opgericht in 1784 als Brouwerij De Peer. Het bedrijf is gevestigd in het Oost-Vlaamse dorp Ertvelde, deelgemeente van Evergem.

## Generaties brouwen
De brouwerij werd gesticht door Jean Baptiste De Bruin, die gehuwd was met Angelina Petronella Schelfaut. Na hun beider overlijden kwam de brouwerij in handen van de neef Jozef Schelfaut. Diens dochter Margriet huwde met Paul Van Steenberge, die naast brouwer ook politicus en professor was. In 1919 werd de naam Brouwerij Bios aangenomen. Later kwam de vestiging in handen van diens zoon Jozef Van Steenberge (1962), kleinzoon Paul Van Steenberge (1990) en achterkleinzoon Jef Versele (sinds 1998).

## Bieren
Onderstaande bieren worden gebrouwen in deze brouwerij :

### Eigen bieren
- Augustijn blond en bruin - 7%
- Augustijn Grand Cru - 9%
- Bornem Dubbel - 8%
- Bornem Tripel - 9%
- Bruegel - 5%
- Gulden Draak - 10,5%
- Gulden Draak 9000 Quadruple - 10,5%
- Gulden Draak Imperial Stout - 12,0%
- Keizersberg - 9%
- Leute Bokbier - 7,5%
- Piraat - 10,5%
- Piraat Tripel Hop - 10,5%
- Sparta Pils - 5%
- Spitfire - 8%

### Bieren in opdracht
Onder meer:
- Atomium Premier Grand Cru - 8%, zesgranenbier
- Blondine, Brunette, Gentse Tripel, Hoppe en Stropken: in opdracht van bierspeciaalzaak De Hopduvel
- Celis White - 5%
- Klokke Roeland - 11,5%, in opdracht van biercafé Het Waterhuis aan de Bierkant
- L'emeraude de Poilvache - 9%, in opdracht van de vereniging Vrienden van Poilvache
- Sinpalsken - donkerblond - 8,5% - beide in opdracht van firma "De Cock Meesterbrouwers" uit Sint-Pauwels
- Uitzet 1730 in opdracht van microbrouwerij Paeleman uit Wetteren
- Vooruit - 5% - gebrouwen in opdracht van politieke partij Vooruit[2] - vermoedelijk is dit een etiketbier van Sparta Pils
- Zwijntje - 8%, in opdracht van Feestcommissie Zwijnaarde - Etiketbier van Augustijn (bier)[3]
- Tripel de Garre - 11% in opdracht van biercafe staminee De Garre
- Walsberger (blond, dubbel en trippel) en Lansiertje, in opdracht van brouwerij De Leste Dröppel te Linter.
- Tripel van VolDaan - 11% in opdracht van Bistro VolDaan te Lier